# Pelléas et Mélisande (Oper)
Pelléas et Mélisande ist eine französische Oper in fünf Akten (15 Bildern). Die Gattungsbezeichnung des Komponisten Claude Debussy lautet „Drame lyrique“. Der Text ist eine Adaption des Schauspiels Pelléas et Mélisande von Maurice Maeterlinck. Uraufgeführt wurde die Oper am 30. April 1902 in Paris in der Opéra-Comique, sie blieb die einzige vollendete Oper von Debussy.

## Handlung

### Erster Akt
1. Szene: Golaud verläuft sich bei der Jagd im Wald und trifft an einem Brunnen auf die weinende Mélisande. Sie ist sehr schön und ebenso scheu, lässt keine Berührungen zu und deutet den Grund für ihr Verhalten nur an. Demnach ist sie nach leidvollen Erfahrungen einem Mann entflohen, der ihr eine Krone gab, die in den Brunnen gefallen ist. Sie will die Krone nicht zurückhaben. Golaud überredet sie, mit ihm zu kommen.
2. Szene: Geneviève, die Mutter von Golaud und Pelléas, liest Arkel, ihrem Vater und König von Allemonde, einen Brief vor, den Golaud an seinen Halbbruder Pelléas geschrieben hat. Dieser soll bei König Arkel Fürsprache einlegen, damit Golaud mit seiner zweiten Frau Mélisande, die er vor sechs Monaten geheiratet hat, heimkehren kann. Arkel hatte ursprünglich eine andere Frau zu Golauds Gattin bestimmt, befürwortet aber Golauds neue Wahl und seine Rückkehr. Pelléas kommt dazu. Er hat zeitgleich einen zweiten Brief von einem im Sterben liegenden Freund erhalten, der ihn zu sich ruft, wogegen sich Arkel ausspricht.
3. Szene: Geneviève macht Mélisande mit ihrer neuen Umgebung vertraut. Mélisande fürchtet die Düsternis des Schlosses und des nahen Parks. Von einem Schiff, das aus dem Hafen fährt, sind Stimmen zu hören. Mélisande erkennt an den Segeln, dass es das Schiff ist, das sie hergebracht hat. Pelléas begegnet den beiden. Als er Mélisande den Arm stützen will, um sie auf dem steilen Weg vor einem Fall zu bewahren, lässt sie den Kontakt zu.

### Zweiter Akt
Pelléas führt Mélisande zum Brunnen der Blinden, dessen Wasser die Sehkraft zurückgeben soll.  Mélisande spielt mit dem Ring, den Golaud ihr geschenkt hat, und hört nicht auf Pelléas’ halbherzige Warnungen. Sie lässt Golauds Ring in den Brunnen fallen. In der gleichen Sekunde fällt Golaud an einem anderen Ort vom Pferd und verletzt sich. Er bemerkt später den fehlenden Ring an Mélisandes Hand, und sie täuscht vor, ihn in einer Grotte verloren zu haben. Golaud schickt sie fort, um ihn zu suchen, und befiehlt Pelléas, mit ihr zu gehen.
In der dunklen Grotte treffen Pelléas und Mélisande auf drei verelendete Gestalten, werden mit Krankheit und Hungersnot konfrontiert und fliehen.

### Dritter Akt
Mélisande kämmt ihr langes goldenes Haar und singt ein kleines Lied dabei. Dadurch wird Pelléas herbeigerufen, der sich schwärmend mit ihren Haaren umhüllt. Golaud kommt dazu und tadelt ihr Verhalten als Kindereien. Er droht Pelléas und verbietet ihm schließlich den weiteren Umgang mit Mélisande, da dies ihrer Schwangerschaft schaden könne.
Seinen Sohn Yniold lässt er die beiden durch das Fenster beobachten. Auf seine eifrigen Fragen, was er sehen könne, kann Yniold ihm nicht antworten: Pelléas und Mélisande sitzen sich schweigend gegenüber.

### Vierter Akt
Pelléas bittet Mélisande, zu einem letzten Abschied mit ihm in den Park zu gehen.
Später versucht Arkel, sie über Pelléas’ Abwesenheit zu trösten. Golaud demonstriert seine Eifersucht offen, als er Mélisande an ihren Haaren schleift.
Im Park ist Yniold allein beim Brunnen. Wie jeden Tag hört er die Laute der heimkehrenden Schafe. Der Hirte verwehrt ihnen aber den Weg zum Stall, sie sollen zum Schlachthof. Eine Ahnung von Tod überkommt den Jungen.
Pelléas verabschiedet sich von Mélisande. Ihre tiefe Zuneigung füreinander wird nur andeutungsweise in Worte gefasst. Golaud tötet Pelléas, und Mélisande flieht.

### Fünfter Akt
Mélisande liegt nach der Geburt einer Tochter und anschließendem Fieber im Sterben. Nach ihrem Erwachen versucht Golaud, sich zu rechtfertigen, und bittet sie um Verzeihung. Anschließend drängt er sie, angesichts des Todes die Wahrheit zu sagen, ob sie Pelléas geliebt habe. Sie bejaht, verneint aber, mit ihm eine sexuelle Beziehung gehabt zu haben. Golaud will ihr nicht glauben. Nachdem Mélisande erstmals ihre Tochter gesehen hat, stirbt sie. Arkel bezeichnet Mélisande postum als zarte, rätselhafte Frau und sagt, dass das Kind ihren Platz einnehmen solle.

## Musik
Pelléas und Mélisande ist eine aktweise durchkomponierte Oper. Debussy vertonte den von ihm selbst eingerichteten Text zunächst ohne Orchesterzwischenspiele zwischen den einzelnen Szenen, fügte diese aber auf Wunsch des Intendanten der Pariser Oper aus praktischen Erwägungen (Überbrückung der notwendigen Umbaupausen) nach und nach hinzu und erweiterte sie im Zuge der Uraufführungsserie.
Bis kurz vor seinem Tod unterzog Debussy die Partitur immer wieder einer Revision. Die „Fassung letzter Hand“ unterscheidet sich dadurch in der Instrumentation erheblich von der Fassung der Uraufführung.
Debussy verzichtete auf Arien und größere Soloszenen, was der Vertonung des Textes eine realistische Prägung verleiht. Debussy beschrieb im Figaro die Gestaltung der Gesangsrollen folgendermaßen: „Die Gestalter dieses Dramas wollen natürlich singen – und nicht in einer willkürlichen Ausdrucksweise, die aus überlebten Traditionen stammt. Ich wollte, daß die Handlung nie stillsteht, sondern ununterbrochen weitergeht. […]“
Für die Entstehungsgeschichte und die Vorgänge um die Uraufführung siehe unter Claude Debussy.